# Basilio Athai
Basilio Athai (* 22. Juli 1956 in Kyekadaw) ist ein myanmarischer Geistlicher und römisch-katholischer Erzbischof von Taunggyi.

## Leben
Basilio Athai empfing am 1. April 1984 die Priesterweihe.
Papst Benedikt XVI. ernannte ihn am 28. Juni 2008 zum Titularbischof von Tasaccora und Weihbischof in Taunggyi. Die Bischofsweihe spendete ihm der Apostolische Delegat in Myanmar, Salvatore Pennacchio, am 18. November desselben Jahres; Mitkonsekratoren waren Matthias U Shwe, Erzbischof von Taunggyi, und Sotero Phamo, Bischof von Loikaw.
Mit dem Rücktritt Matthias U Shwes am 12. April 2015 wurde Athai zum Apostolischen Administrator des Erzbistums Taunggyi ernannt. Papst Franziskus ernannte ihn am 24. Juni 2016 zum Erzbischof von Taunggyi.